# Liderlighed
Liderlighed
- er en rus-agtig tilstand forårsaget af hormoner, der gør en person opstemt til at dyrke sex.[1]
- er en lyst til seksuel nydelse og tilfredsstillelse [2]

## Andre betydninger
Ordet benyttes endvidere til at klassificere en medieliderlig person, der opnår en vis form af liderlighed
ved at fremstå i medier. Dette kan ikke betegnes som en rusagtig tilstand forsaget af hormoner, men et forsøg på at hævde eller fremhæve sig selv eller egne interesser.

## Historisk
I ældre tider benyttedes begrebet ikke kun om seksuel opstemthed, og den med pietistiske øjne, deraf afledte usædelighed eller mangel på moral, men begrebet dækkede også tarvelighed i al almindelighed; "hvor saadan Forældrenes Liderlighed (dvs.: ødselhed) befindes at have foraarsaget Børnenes Fattigdom", og var arbejdet liderligt, så ville det betyde at det var udført sjusket eller skødesløst.